# Chisa
Chisa (en cors Chisà) és un municipi francès, situat a la regió de Còrsega, al departament d'Alta Còrsega. L'any 1999 tenia 97 habitants.

## Demografia
| 1962 | 1968 | 1975 | 1982 | 1990 | 1999 |
| ---- | ---- | ---- | ---- | ---- | ---- |
| 106  | 115  | 78   | 56   | 88   | 97   |

## Administració
| Període   | Identitat                  | Partit | Qualitat |  |
| --------- | -------------------------- | ------ | -------- |  |
| 1947-1953 | Henri Giudicelli           |        |          |  |
| 1953-1984 | Albert Thimotée Giudicelli |        |          |  |
| 1984-     | Guy Ferreri                | PCF    |          |  |